# Jacopo Cavallaro
Jacopo Cavallaro (Zafferana Etnea, 11 ottobre 1989) è un attore italiano.

## Biografia
Jacopo Cavallaro nasce da una famiglia di artisti: padre scenografo e madre pittrice.
Dopo svariate esperienze teatrali, all'età di 18 anni acquista notorietà nell'interpretazione del co-protagonista della miniserie tv Il capo dei capi, trasmessa su Canale 5 nel 2007. 
Esordisce sul piccolo schermo nel 2007 come comparsa nel film tv L'ultimo dei Corleonesi e, dopo l'esperienza ne Il capo dei capi, nel 2009 fa parte del cast della miniserie Squadra antimafia - Palermo oggi, in onda su Canale 5 (2009).
Nel 2011 è in Come un delfino con Raoul Bova. Interpreta poi Giovanni Vitrano in Catturandi - Nel nome del padre serie televisiva trasmessa su Rai 1 nel 2016. Interpreta poi il personaggio realmente esistito Salvino Madonia, il killer di Libero Grassi, in Liberi sognatori serie di quattro film per la televisione che raccontano le storie delle vittime di mafia Libero Grassi, Mario Francese, Emanuela Loi e Renata Fonte, trasmessi da Canale 5 nel 2018.

## Filmografia

### Cinema
- Più buio di mezzanotte, regia di Sebastiano Riso (2014)
- La banda dei supereroi, regia di Davide Limone (2014)
- Il ragazzo della Giudecca, regia di Alfonso Bergamo (2015)
- Dirty face Angels (2015)
- La differenza, cortometraggio (2015)
- La divina dulzedia, regia di Aurelio Grimaldi (2017)
- Madison, cortometraggio (2017)
- Il legame, cortometraggio (2019)
- Don Gino, cortometraggio (2019)
- Malgrado te, cortometraggio (2021)

### Televisione
- L'ultimo dei Corleonesi, regia di Alberto Negrin – film TV (2007)
- Il capo dei capi, regia di Enzo Monteleone e Alexis Sweet – miniserie TV (2007)
- Squadra antimafia - Palermo oggi – serie TV, 7 episodi (2009-2010)
- Come un delfino, regia di Stefano Reali – miniserie TV (2011, 2013)
- Donne, regia Emanuele Imbucci – miniserie TV (2016)
- Catturandi - Nel nome del padre – miniserie TV (2016)
- Liberi sognatori, regia di Graziano Diana – film TV (2018)
- Storia di Nilde, regia di Emanuele Imbucci (2019)
- Pulp Sicily Stories – serie TV (2021)
- Il patriarca, regia di Claudio Amendola - serie TV (2023)
- Maria Corleone, regia di Mauro Mancini - serie TV, episodi 1x02-1x03 (2023)

### Web TV
- Generazione donna, regia di Cristian Riolo (2013)
- Un cuore in viaggio, regia di Irene di Cao (2017)

## Teatro
- Il medico dei pazzi di Eduardo Scarpetta, regia di O. Messina - Compagnia Val Calanna Teatro (2005-2006)
- Miseria e nobiltà di Eduardo Scarpetta, regia di F. Russo (2005-2006)
- La lupa di Giovanni Verga, regia di T. Musumeci - Compagnia Teatrando (2006)
- Cavalleria rusticana di Giovanni Verga, regia di T. Musumeci - Compagnia Teatrando (2006)
- L'Orlando pazzo, regia di T. Musumeci
- Compagnia Teatrando West Side Story di L. Erstein, regia di C. Cannavò - Compagnia Teatro Stabile di Acireale (2007)
- I Malavoglia musical, regia di T. Musumeci - Compagnia Teatrando (2007)
- Romeo e Giulietta di William Shakespeare, regia di Giovanna Silvestri - Compagnia Attori Spontanei (2009)
- Aladino Jamela e il Genio della lampada, regia di Carmelo Cannavò - Compagnia del Teatro Stabile di Acireale (2011-2013)
- Scritture su monologhi, regia e testi di Jacopo Cavallaro (2015)
- Mio capitano, regia di Massimiliano Dau - Compagnia Artisfabrica Produzioni (2015-2016)
- 2Etti, Teatro/Cabaret di Cavallaro e Mazzaglia (2016-2017)
- Odissea, regia di Massimiliano Dau - Compagnia Artisfabrica Produzioni (2017-2018)
- Iliade, regia di Massimiliano Dau - Compagnia Artisfabrica Produzioni (2017-2018)
- 2 Siciliani in Paradiso, regia di Francesco Russo (2017)
- Io...Martoglio, scritto e diretto da Jacopo Cavallaro con le musiche di Mattia Cavallaro (2019)
- Il cielo di Asterione, autore e attore (2020)
- Di sicuro c'è solo che è morto, autore e attore (2021)